# Flip cup
Il Flip Cup è un gioco di bevute a squadre sviluppatosi nei college americani e canadesi.

## Equipaggiamento
Gli "ingredienti" per giocare a Flip Cup sono: un tavolo discretamente lungo, dei bicchieri di plastica e tanta birra.

## Preparazione
Le due squadre si schierano di fronte ai due lati del tavolo e ognuno dei partecipanti possiede un bicchiere di birra riempito generalmente a metà.

## Regole
Una volta schierate, i primi due sfidanti che si trovano all'inizio del tavolo, dopo il cin-cin di rito, iniziano a bere il bicchiere di birra quanto più velocemente possibile, dopodiché, solo dopo aver finito di bere, poggiano il bicchiere sullo spigolo del tavolo e con un colpo-sotto, effettuato con una o più dita, devono far capovolgere lo stesso bicchiere in modo che si ritrovi a testa in giù dalla parte dove si ha bevuto. I tentativi per capovolgere il bicchiere sono infiniti, ma si deve effettuare il tutto nel minor tempo possibile: infatti solo dopo che il primo membro di entrambe le squadre ha capovolto il bicchiere può partire il prossimo, il quale deve effettuare lo stesso procedimento. Bere e successivamente capovolgere il bicchiere, in modo da far partire il prossimo membro: in questo consiste il Flip Cup. La squadra che per prima finisce di bere e di capovolgere tutti i bicchieri vince.   

Flip Cup

## Tornei
Negli Stati Uniti si tengono tornei annuali di Flip Cup. New York ha ospitato il "World's Largest Flip Cup Tournament" con ben 64 squadre provenienti dagli Stati Uniti e dal Canada. 
Inoltre ogni anno si tiene la "World Series of Flip Cup". La prima, nel 2006, fu ospitata a Baltimora, Maryland. Nel 2007 il torneo si è spostato a Towson, che l'ha ospitato anche per l'anno successivo. Nel 2009 il torneo si è spostato al Recher Theatre e nell'autunno dello stesso anno si è tenuta la seconda edizione del  "World's Largest Flip Cup Tournament" nell'Hooters Casino Hotel a Las Vegas, Nevada.

## Pericoli e morti
I giochi alcolici sono spesso un incoraggiamento al consumo massivo di alcol, condotta che può portare ad intossicazioni acute. Il gioco del Flip Cup è stato collegato ad almeno una morte: un ragazzo di 19 anni dell'Acadia University è morto l'8 settembre 2011 dopo aver consumato una quantità consistente di alcol durante una settimana di intensi giochi alcolici, tra cui Flip Cup.